# هری اسمیت (بازیکن فوتبال، زاده ۱۹۳۰)
هری اسمیت (انگلیسی: Harry Smith؛ زادهٔ ۲۷ اوت ۱۹۳۰) بازیکن فوتبال اهل بریتانیا است.